# Mesoclemmys heliostemma
Mesoclemmys heliostemma é um réptil Testudine da família Chelidae conhecido simplesmente por “cágado” ou nomes como “tartarugas de cheiro feio”, "tartaruga-cabeça-de-sapo”, ou  “perema-da-cabeça-amarela”. Ocorre na Venezuela, Peru, Colômbia, Brasil e Equador.

## Taxonomia
Mesoclemmys heliostemma já esteve classificada em três gêneros: Phrynops, Batrachemys e Mesoclemmys. Os dois últimos foram unificados em estudos que consideravam suas características pouco distintas e mantiveram o nome Mesoclemmys por ser o mais antigo.
Mesoclemmys heliostemma foi caracterizado e descrito com base na morfologia externa e osteológica. Embora alguns autores apontem evidências a favor da espécie, outros a consideram sinônima de Mesoclemmys raniceps, representando apenas uma mudança de cor relacionada a diferenças de altitude. A distribuição geográfica entre M. heliostemma e M. raniceps é parecida e há muitas semelhanças entre os indivíduos adultos, e estudos moleculares e ecológicos serão importantes para resolução deste impasse taxonômico que impede estudos mais aprofundados sobre riscos de extinção, ações de conservação, abundância e ocorrência desses cágados.

## Características
Com tamanho médio de 25cm de comprimento da carapaça, Mesoclemmys heliostemma se diferencia de outras espécies do gênero principalmente por características osteológicas. Também possui uma cabeça proporcionalmente grande e arredondada, a carapaça baixa, com sulco medial e sem quilha, e a quarta placa vertebral sempre mais larga do que longa, além de detalhes da fórmula plastral. A principal característica da espécie, contudo, é a presença de uma faixa amarela-alaranjada do focinho na região temporal dos indivíduos jovens, que lhe rendeu seu nome científico heliostemma, “guirlanda de sol” em grego.
Como todo membro da família Chelidae e Subordem Pleurodira, M. heliostemma possui um pescoço comprido que é dobrado lateralmente para esconder a cabeça. Suas patas palmadas são uma característica comum dos quelônios com hábito semiaquático.
Mesoclemmys heliostemma é semelhante a M. raniceps, de quem se diferencia pelo padrão de cor da cabeça dos indivíduos jovens e pela estrutura óssea, com um teto parietal mais amplo, arco parieto-esquamosal maior, e por detalhes do tamanho das placas do casco, como a placa intergular mais estreita que as gulares e o 11º par de marginais igual ou maior que o 12º.

## Ecologia

### Alimentação
Indivíduos de M. heliostemma são carnívoros e se alimentam principalmente de pequenos peixes, girinos, larvas e alguns invertebrados, como crustáceos e insetos.

### Reprodução
Como se sabe, os Testudines são ovíparos e no caso de M. heliostemma sua maturação sexual ocorre quando a carapaça atinge cerca de 25 cm de comprimento, tanto em machos quanto em fêmeas. Pouco se sabe sobre seu dimorfismo sexual, mas as fêmeas têm cauda mais curta e grossas do que os machos, os quais possuem a cloaca em posição mais distal.  
A incubação de seus ovos acontecem durante um período mais longo (7- 7,5 meses) do que sua espécie simpátrica, M. raniceps (4 - 5 meses), o que parece ter relação com as cheias sazonais da região em que M. heliostemma habita. Hipótese corroborada por oviposição observada em relação às cheias do Rio Amazonas no Brasil e do Rio Nanay, do Peru.

### Habitat
Seu habitat não é bem conhecido no Brasil, mas sabe-se que M. heliostemma está presente em corpos d’água temporários de floresta montanhosa situada perto as cabeceiras dos riachos , mas por vezes também em riachos de florestas de várzea ou em águas profundas e escuras.

### Locomoção
De hábito aquático, se move mais durante a noite e prefere o fundo das águas em que se encontram. Se estressada ou perturbada é capaz de expelir um odor produzido em glândulas de sua carapaça.

## Distribuição Geográfica
Mesoclemmys heliostemma é uma espécie da Zona Tropical e ocorre na América do Sul, na Amazônia entre as regiões do sul da Venezuela, leste do Equador, noroeste do Peru, parte da Colômbia. Originalmente seus registros eram restritos a estas áreas, ,mas após algumas revisões em museus brasileiros a espécie foi confirmada em outras regiões, principalmente em Roraima, Amazonas, Pará, Mato Grosso, Rondônia e Acre. Espécimes já foram encontradas na Reserva Extrativista do Rio Jutaí, no Pico da Neblina,Município de Maraã , em Igarapé Açu no Pará. Como é possível perceber sua distribuição é pouco conhecida, principalmente por ser simpátrica com outra espécie, M. raniceps, mas também por seus hábitos noturno.
Alguns registros dessa espécie são :
- Rio Ampiyacu, junto à foz do rio Yaguasyac em Loreto, Peru;
- Rio Jundiá a montante de sua foz, no Município de Iracema, Estado de Roraima;
- Rio Canumá no município de Nova Olinda do Norte, Amazonas;
- Base Uruá do Parque Nacional da Amazônia, em frente à cachoeira do Uruá, no Amazonas;
- Rio Tapajós,Município de Itaituba, Estado do Pará;
- Rio Purus na região do Alto Purus, Municípiode Santa Rosa do Purus, Estado do Acre;
- Rio Madeira, Município de Porto Velho, Estado de Rondônia;
- Riacho Santa Helena , Município de Urupá, Estado de Rondônia;
- Rio Bruno,Município de Apiacás, Estado de Mato Grosso.[12]